# Tulipa gesneriana
Espèce
Classification APG III (2009)
Synonymes
Tulipa gesneriana ou Tulipa × gesneriana, appelée tulipe des jardins, est une espèce de plantes de la famille des Liliacées. C'est la principale espèce de tulipes ornementales cultivée dans les jardins et en horticulture. Elle se décline en un très grand nombre de cultivars aux caractéristiques très variables. 
Elle est issue d'une hybridation complexe et ancienne (remontant au moins au XVIe siècle), entre plusieurs espèces sauvages apparentées, dont la principale est Tulipa suaveolens, mais aussi probablement T. armena et T. agenensis, et peut être T. hungarica et T. kaufmanniana.

## Taxinomie
Selon World Checklist of Selected Plant Families (WCSP) (31 déc. 2010), le nom scientifique valide est :
- Tulipa gesneriana L. (1753)

Il y a de nombreux synonymes.

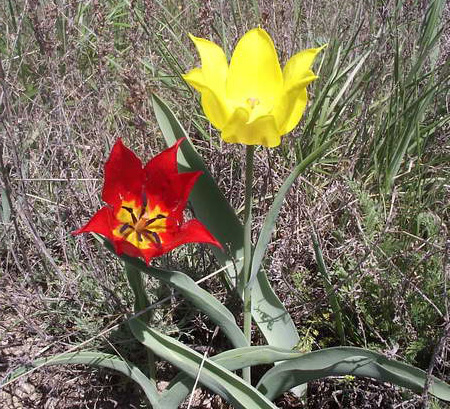
Tulipa suaveolens, la principale espèce sauvage parente de Tulipa gesneriana, dans son habitat naturel. Les couleurs de cette espèce sont très variées à l'état sauvage.
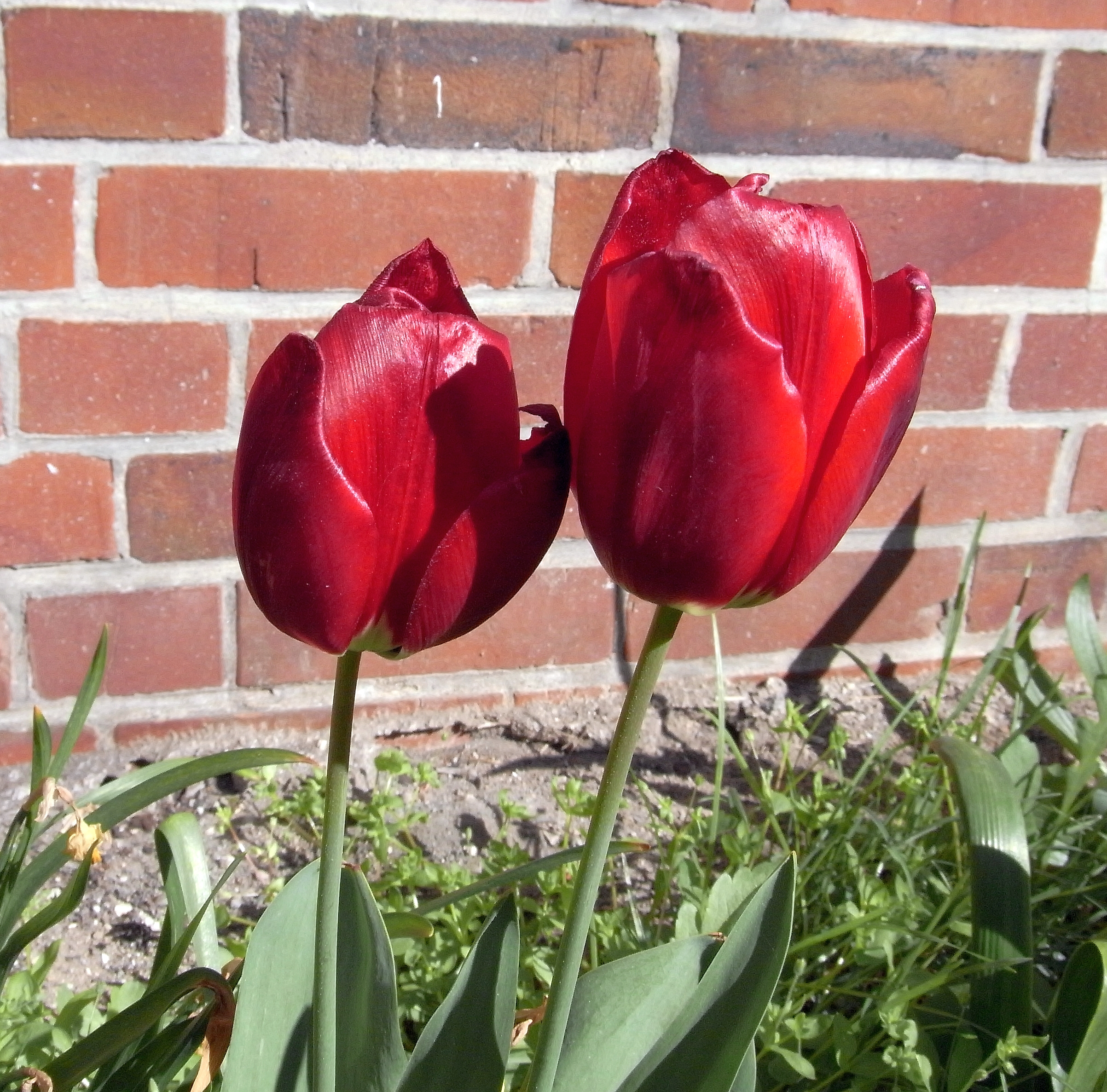
Tulipe de jardins.
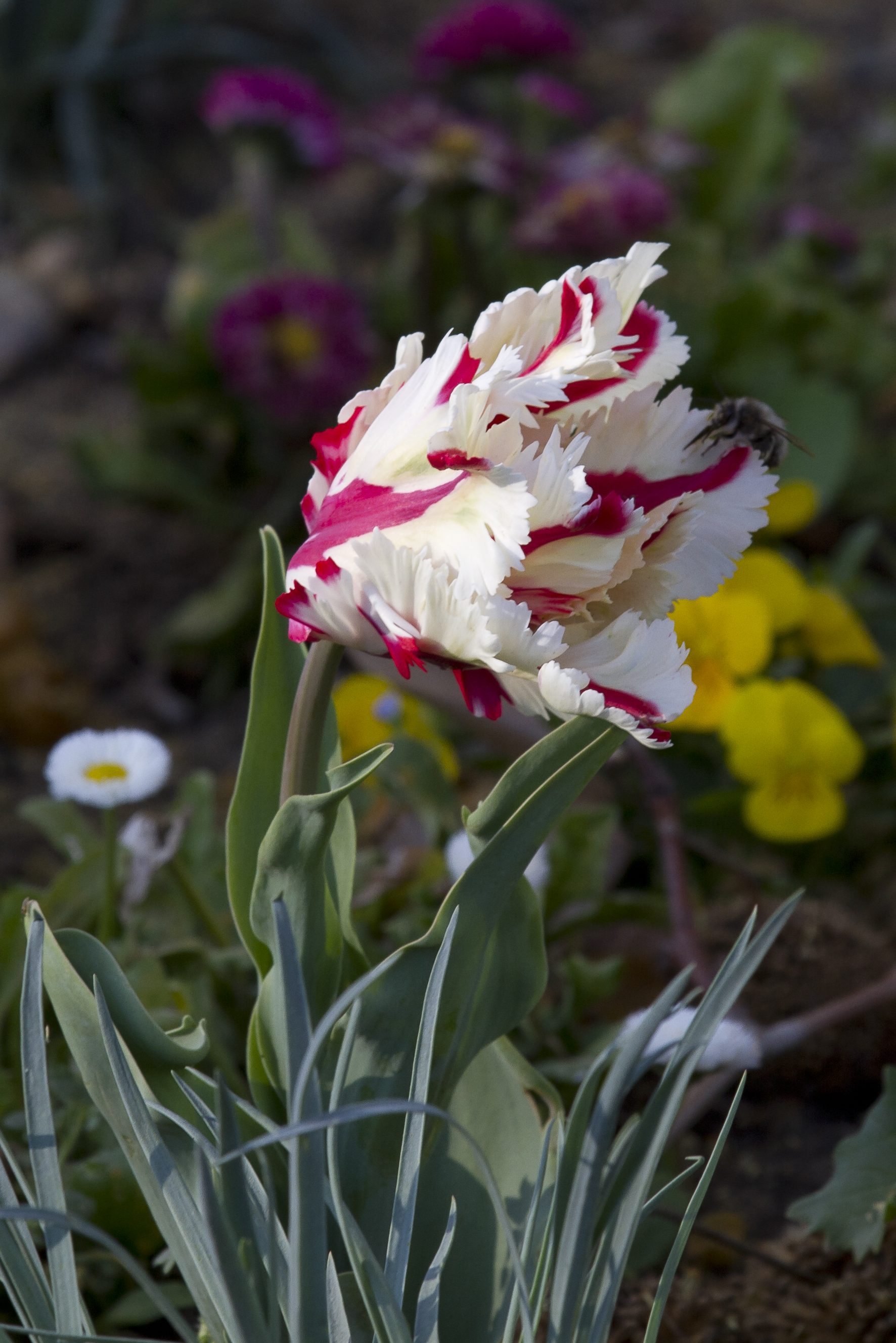
Une des nombreuses variétés horticoles.